# Lotta greco-romana ai Giochi della XVI Olimpiade - Pesi massimi
La competizione della categoria pesi massimi (oltre 87 kg) di lotta greco-romana dei Giochi della XVI Olimpiade si è svolta dal 3 al 6 dicembre 1956 al Royal Exhibition Building di Melbourne

## Formato
Ad ogni incontro venivano assegnate le seguenti penalità:
- 0 = Al vincitore per schienata
- 1 = Al vincitore per decisione (verdetto di tre giudici)
- 2 = Allo sconfitto per decisione (1:2)
- 3 = Allo sconfitto per decisione (0:3) o schienata

Con cinque penalità o più il lottatore veniva eliminato.
I tre lottatori rimasti disputavano un torneo finale con i risultati acquisiti nel precedenti turni.

## Risultati
| Legenda                                  | Legenda |
| ---------------------------------------- | ------- |
| Lottatore con 5 penalità o più Eliminato |         |

### 1º Turno
Si è disputato il 3 dicembre.
| Vincitore           | Pen. | Risultato | Sconfitto          | Pen. |
| ------------------- | ---- | --------- | ------------------ | ---- |
| Hamit Kaplan        | 1    | 3:0       | Adelmo Bulgarelli  | 3    |
| Antonios Georgoulis | 1    | 3:0       | Joseph Zammit      | 3    |
| Yusein Mekhmedov    | 1    | 3:0       | Taisto Kangasniemi | 3    |
| Bertil Antonsson    | 0    | Schienata | Dale Lewis         | 3    |
| Anatolij Parfënov   | 1    | 2:1       | Wilfried Dietrich  | 2    |

### 2º Turno
Si è disputato il 4 dicembre.
| Vincitore          | Pen. | Risultato | Sconfitto           | Pen. |
| ------------------ | ---- | --------- | ------------------- | ---- |
| Adelmo Bulgarelli  | 3    | Schienata | Joseph Zammit       | 6    |
| Hamit Kaplan       | 2    | 3:0       | Antonios Georgoulis | 4    |
| Taisto Kangasniemi | 3    | Schienata | Dale Lewis          | 6    |
| Wilfried Dietrich  | 2    | Schienata | Yusein Mekhmedov    | 4    |
| Bertil Antonsson   | 1    | 3:0       | Anatolij Parfënov   | 4    |

### 3º Turno
Si è disputato il 5 dicembre. 
| Vincitore         | Pen. | Risultato  | Sconfitto           | Pen. |
| ----------------- | ---- | ---------- | ------------------- | ---- |
| Adelmo Bulgarelli | 3    | Schienata  | Antonios Georgoulis | 7    |
| Hamit Kaplan      | 3    | 2:1        | Taisto Kangasniemi  | 5    |
| Anatolij Parfënov | 4    | Per ritiro | Yusein Mekhmedov    |      |
| Wilfried Dietrich | 3    | 3:0        | Bertil Antonsson    | 4    |

### 4º Turno
Si è disputato il 6 dicembre. 
| Vincitore         | Pen. | Risultato | Sconfitto        | Pen. |
| ----------------- | ---- | --------- | ---------------- | ---- |
| Adelmo Bulgarelli | 4    | 3:0       | Bertil Antonsson | 7    |
| Wilfried Dietrich | 4    | 3:0       | Hamit Kaplan     | 6    |
| Anatolij Parfënov | 4    | Esentato  |                  |      |

### Turno finale
Si è disputato il 6 dicembre.
| Vincitore         | Pen. | Risultato | Sconfitto         | Pen. |
| ----------------- | ---- | --------- | ----------------- | ---- |
| Anatolij Parfënov |      | 2:1       | Wilfried Dietrich |      |
| Anatolij Parfënov |      | 3:0       | Adelmo Bulgarelli |      |
| Wilfried Dietrich |      | 3:0       | Adelmo Bulgarelli |      |

## Classifica finale
| Pos.    | Atleta              | Nazione          | V.S. |
| ------- | ------------------- | ---------------- | ---- |
| Oro     | Anatolij Parfënov   | Unione Sovietica | 2:0  |
| Argento | Wilfried Dietrich   | Germania         | 1:1  |
| Bronzo  | Adelmo Bulgarelli   | Italia           | 0:2  |
| 4       | Hamit Kaplan        | Turchia          |      |
| 5       | Bertil Antonsson    | Svezia           |      |
| 6       | Taisto Kangasniemi  | Finlandia        |      |
| 7       | Antonios Georgoulis | Grecia           |      |
| 8       | Yusein Mekhmedov    | Bulgaria         |      |
| 9       | Joseph Zammit       | Australia        |      |
| 9       | Dale Lewis          | Stati Uniti      |      |